# Marsdenia lyonsioides
Marsdenia lyonsioides är en oleanderväxtart som beskrevs av Rudolf Schlechter. Marsdenia lyonsioides ingår i släktet Marsdenia och familjen oleanderväxter. Inga underarter finns listade i Catalogue of Life.